# Naturalientausch
Naturalientausch (abreviado Naturalientausch) fue una revista con ilustraciones y descripciones botánicas que fue editada por el botánico, micólogo y briólogo autodidacta checo Philipp Maximilian Opiz y publicado en los años 1823-1830, donde trataba de la taxonomía y florística.